# Grêmio Atlético Sampaio
Il Grêmio Atlético Sampaio, noto anche semplicemente come GAS, è una società calcistica brasiliana con sede nella città di Boa Vista (tra il 2018 e il 2022, il club ha avuto sede nella città di Caracaraí), nello stato del Roraima.

## Storia
Il club è stato fondato l'11 giugno 1965. Ha partecipato al Campeonato Brasileiro Série C nel 1996, dove è stato eliminato alla prima fase.

## Palmarès

### Competizioni statali
- Campionato Roraimense: 2

2024, 2025